# 風のアルペジオ (円広志の曲)
「風のアルペジオ」（かぜのアルペジオ）は、日本の歌手、円広志の通算15枚目のシングル。1991年6月21日にポニーキャニオンから発売された。

## 概要
タイトル曲の「風のアルベジオ」は、朝日放送制作によりテレビ朝日系列局で放送された『クイズバトルロイヤル待ったあり!』のエンディングテーマ。

## 収録曲
1. 風のアルペジオ
作詞・作曲：柴野繁幸/編曲：萩田光雄
2. いつの日か二人…
作詞・作曲：円広志/編曲：島田まさのり